# Guido Carrillo
Pour les articles homonymes, voir Carrillo.
Guido Carrillo, né le 25 mai 1991 à Magdalena, est un footballeur argentin qui évolue au poste d'attaquant à l'Estudiantes LP.

## Biographie

### Carrière en club

#### Estudiantes (2011-2015)
Guido Carrillo débute lors du championnat Clausura en mai 2011. Il rentre en seconde période, âgé de 19 ans, portant le numéro 17. Le jeune joueur marque son premier but face aux Argentinos Juniors lors d'une victoire 4-3. En 2012, durant le tournoi initial, il enchaîne treize matches et marque à deux reprises. En août 2013, Carrillo a joué 60 matches et inscrit 10 buts. Au début de la saison 2013, à la suite du départ de Duván Zapata qui lui laisse du temps de jeu, il devient un joueur important des Estudiantes. Malgré un tournoi final convaincant, inscrivant huit buts, son équipe termine à la troisième place. Les performances de Carrillo attirent l'attention de l'Europe, mais Estudiantes décide de le garder après s’être qualifié pour la Copa Sudamericana. Lors de la compétition, l'Argentin y marque un but décisif qui donne la qualification aux siens pour le second tour.
Lors de la saison 2014-2015, il inscrit sept buts en dix matches de Copa Libertadores. En février 2015, il réalise un triplé lors du premier tour de la Libertadores, contre Barcelona Sporting Club. En huitièmes de finale aller, Carrillo score contre Santa Fe, d'une mauvaise relance de la part des colombiens. Néanmoins, Estudiantes est éliminé au match retour (2-0). En juin 2015, Carrillo marque deux buts et signe la victoire contre le Deportivo Santamarina. Le 8 juin, il marque de la tête son dernier but pour son club formateur. L'Argentin totalise 141 rencontres pour 42 buts avec Estudiantes.

#### AS Monaco (2015-2018)
Le 20 juin 2015, Estudiantes annonce avoir trouvé un accord avec l'AS Monaco FC pour le transfert de Carrillo d'un montant de 8,8 millions d'euros,.
Le 22 juillet, en match amical de pré-saison, il marque son premier but pour le club français face au FSV Mayence lors d'une victoire 5-1. Le 28 juillet, pour son premier match officiel avec Monaco, il marque son premier but quelques minutes après être entré en jeu face au BSC Young Boys dans le cadre du troisième tour qualificatif de la Ligue des champions. L'Argentin peine à s'adapter au championnat français, ne trouvant pas le chemin des filets en treize journées. Fin novembre, lors du nul 3-3 contre Marseille, Carrillo délivre une passe pour le doublé du défenseur Almamy Touré. La journée suivante, il ouvre son compteur en Ligue 1 en ouvrant le score contre Caen mais le match se solde par un nul. Ce but est le seul qu'il inscrit en championnat avec Monaco en 2015. Son bilan de première moitié de saison met en avant son manque d'efficacité comparativement au coût de son transfert.
La saison 2016-2017 est plutôt réussie : Carrillo arrive à marquer à 7 reprises en 17 matchs de Ligue 1 joués. Souvent remplaçant, il est efficace lorsqu'il rentre. En mars 2017, le club monégasque annonce qu'il va se faire opérer des adducteurs et qu'il manquera 5 à 6 semaines de compétition.

#### Southampton FC (2018-2020)
Le 25 janvier 2018, alors qu'il réalise un début de saison plutôt bon (8 buts en 24 matchs), Carrillo quitte l'AS Monaco pour le Southampton Football Club. Le transfert est estimé à 22 millions d'euros,.Sa première apparition avec les Saints se fait contre Watford, en FA Cup, rentrant à la place de Dušan Tadić.

#### Prêt au CD Leganés (2018-2020)
Le 8 juillet 2018, il est prêté pour une saison au CD Leganés. Il y marque son premier but contre le Real Madrid, malgré une défaite 4-1.

#### Elche CF (depuis 2020)
Le 5 octobre 2020, Carrillo s'engage avec l'Elche CF pour deux saisons.

## Style de jeu
Carrillo est efficace dans la surface de réparation, pouvant pivoter rapidement, sa grande taille lui procure un jeu de tête dangereux. Sa qualité de frappe, puissante et précise, lui permet de marquer des buts dehors de la surface. L'Argentin, ayant une vitesse de course relativement faible, se sert de sa technique pour percer les défenses.
Ses caractéristiques, selon des « observateurs argentins », sont davantage celles d'un point de fixation que celle d'un buteur.

## Statistiques
| Saison                | Club                  | Championnat           | Championnat | Championnat | Championnat | Coupe nationale | Coupe nationale | Coupe nationale | Coupe de la Ligue | Coupe de la Ligue | Coupe de la Ligue | Supercoupe | Supercoupe | Supercoupe | Compétition(s) continentale(s) | Compétition(s) continentale(s) | Compétition(s) continentale(s) | Compétition(s) continentale(s) | Total | Total | Total |
| Saison                | Club                  | Division              | M.          | B.          | P.d.        | M.              | B.              | P.d.            | M.                | B.                | P.d.              | M.         | B.         | P.d.       | Comp.                          | M.                             | B.                             | P.d.                           | M.    | B.    | P.d.  |
| 2010-2011             | Estudiantes           | Primera División      | 4           | 0           | 0           | -               | -               | -               | -                 | -                 | -                 | -          | -          | -          | -                              | -                              | -                              | -                              | 4     | 0     | 0     |
| 2011-2012             | Estudiantes           | Primera División      | 22          | 2           | 0           | 1               | 1               | 0               | -                 | -                 | -                 | -          | -          | -          | -                              | -                              | -                              | -                              | 23    | 3     | 0     |
| 2012-2013             | Estudiantes           | Primera División      | 29          | 4           | 0           | 1               | 0               | 0               | -                 | -                 | -                 | -          | -          | -          | -                              | -                              | -                              | -                              | 30    | 4     | 0     |
| 2013-2014             | Estudiantes           | Primera División      | 37          | 13          | 2           | 3               | 1               | 0               | -                 | -                 | -                 | -          | -          | -          | -                              | -                              | -                              | -                              | 40    | 14    | 2     |
| 2014                  | Estudiantes           | Primera División      | 16          | 5           | 3           | -               | -               | -               | -                 | -                 | -                 | -          | -          | -          | CS                             | 6                              | 3                              | 0                              | 22    | 8     | 3     |
| 2015                  | Estudiantes           | Primera División      | 11          | 4           | 0           | 1               | 2               | 0               | -                 | -                 | -                 | -          | -          | -          | CL                             | 10                             | 7                              | 1                              | 22    | 13    | 1     |
| Sous-total            | Sous-total            | Sous-total            | 119         | 28          | 5           | 6               | 4               | 0               | -                 | -                 | -                 | -          | -          | -          | -                              | 16                             | 10                             | 1                              | 141   | 42    | 6     |
| 2015-2016             | AS Monaco             | Ligue 1               | 31          | 4           | 2           | 2               | 0               | 0               | -                 | -                 | -                 | -          | -          | -          | C1+C3                          | 4+3                            | 1+0                            | 1+0                            | 40    | 5     | 3     |
| 2016-2017             | AS Monaco             | Ligue 1               | 19          | 7           | 1           | 2               | 1               | 1               | 2                 | 0                 | 1                 | -          | -          | -          | C1                             | 8                              | 0                              | 1                              | 31    | 8     | 4     |
| 2017-2018             | AS Monaco             | Ligue 1               | 15          | 4           | 0           | 1               | 3               | 0               | 2                 | 1                 | 0                 | 1          | 0          | 0          | C1                             | 5                              | 0                              | 0                              | 24    | 8     | 0     |
| Sous-total            | Sous-total            | Sous-total            | 65          | 15          | 3           | 5               | 4               | 1               | 4                 | 1                 | 1                 | 1          | 0          | 0          | -                              | 20                             | 1                              | 2                              | 95    | 21    | 7     |
| 2017-2018             | Southampton FC        | Premier League        | 7           | 0           | 1           | 3               | 0               | 1               | -                 | -                 | -                 | -          | -          | -          | -                              | -                              | -                              | -                              | 10    | 0     | 2     |
| 2018-2019             | CD Leganés (prêt)     | Liga                  | 32          | 6           | 1           | 1               | 0               | 0               | -                 | -                 | -                 | -          | -          | -          | -                              | -                              | -                              | -                              | 33    | 6     | 1     |
| 2019-2020             | CD Leganés (prêt)     | Liga                  | 24          | 1           | 2           | 3               | 3               | 0               | -                 | -                 | -                 | -          | -          | -          | -                              | -                              | -                              | -                              | 27    | 4     | 2     |
| Sous-total            | Sous-total            | Sous-total            | 56          | 7           | 3           | 4               | 3               | 0               | -                 | -                 | -                 | -          | -          | -          | -                              | -                              | -                              | -                              | 60    | 10    | 3     |
| 2020-2021             | Elche CF              | Liga                  | 21          | 3           | 2           | 1               | 0               | 1               | -                 | -                 | -                 | -          | -          | -          | -                              | -                              | -                              | -                              | 22    | 3     | 3     |
| 2021-2022             | Elche CF              | Liga                  | 29          | 2           | 0           | 3               | 2               | 0               | -                 | -                 | -                 | -          | -          | -          | -                              | -                              | -                              | -                              | 32    | 4     | 0     |
| Sous-total            | Sous-total            | Sous-total            | 50          | 5           | 2           | 4               | 2               | 1               | -                 | -                 | -                 | -          | -          | -          | -                              | -                              | -                              | -                              | 54    | 7     | 3     |
| 2022                  | Henan Football Club   | Super League          | 13          | 2           | 1           | -               | -               | -               | -                 | -                 | -                 | -          | -          | -          | -                              | -                              | -                              | -                              | 13    | 2     | 1     |
| 2023                  | Estudiantes           | Primera División      | 17          | 1           | 0           | 4               | 2               | 0               | 4                 | 1                 | 1                 | -          | -          | -          | CS                             | 8                              | 4                              | 2                              | 33    | 8     | 3     |
| 2024                  | Estudiantes           | Primera División      | 19          | 7           | 1           | 1               | 0               | 0               | 12                | 5                 | 2                 | 2          | 0          | 0          | CL                             | 4                              | 1                              | 1                              | 38    | 13    | 4     |
| 2025                  | Estudiantes           | Primera División      | 17          | 1           | 2           | -               | -               | -               | -                 | -                 | -                 | 1          | 0          | 0          | CL                             | 4                              | 2                              | 1                              | 22    | 3     | 3     |
| Sous-total            | Sous-total            | Sous-total            | 53          | 9           | 3           | 5               | 2               | 0               | 16                | 6                 | 3                 | 3          | 0          | 0          | -                              | 16                             | 7                              | 4                              | 93    | 24    | 10    |
| Total sur la carrière | Total sur la carrière | Total sur la carrière | 363         | 66          | 18          | 27              | 15              | 3               | 20                | 7                 | 4                 | 4          | 0          | 0          | -                              | 52                             | 18                             | 7                              | 466   | 106   | 32    |

## Palmarès
Avec l'AS Monaco, Carrillo remporte son premier trophée en carrière en étant sacré Champion de France en 2017.
Sous les couleurs de l'Estudiantes, il remporte la Coupe d'Argentine en 2023 en marquant le seul but de la finale ainsi que la Coupe de la Ligue en 2024 et le Trophée des champions la même année. Il est également finaliste de la Supercoupe d'Argentine en 2025 et de la Supercopa Internacional en 2024.